# شمس ۱
نیروگاه خورشیدی شمس ۱ (به عربی: محطة شمس ۱ للطاقة الشمسية) (امارات، ۱۲۰ کیلومتری ابوظبی، در نزدیکی شهر زاید، بهره‌برداری ۱۳ مارس ۲۰۱۳) یکی از نیروگاه‌های کشور امارات از نوع خورشیدی با ظرفیت تولید ۱۰۰ مگاوات است. این نیروگاه با فناوری متمرکزی است که یکی از بزرگترین نیروگاه‌های خورشیدی جهان محسوب می‌شود.
هزینهٔ ساخت و تجهیز نیروگاه خورشیدی شمس ۱، بالغ بر ۶۰۰ میلیون دلار آمریکا است. تأمین هزینهٔ اجرای این پروژه نیز بر عهدهٔ ۱۰ وام‌دهندهٔ منطقه‌ای و بین‌المللی بوده‌است که برجسته‌ترین آنها عبارت هستند از بی‌ان‌پی پاریبا، بانک ملی ابوظبی و سوسیته ژنرال

## مشخصات

انعکاس‌دهنده‌های خورشیدی نیروگاه شمس

این نیروگاه می‌تواند انرژی مورد نیاز ۲۰ هزار خانه را تأمین کند. برای ساخت آن از ۲۵۸٬۰۴۷ آینه استفاده شده‌است که منطقه‌ای به مساحت ۲٫۵ کیلومتر مربع را پوشش می‌دهد. در اکتبر سال ۲۰۱۰ میلادی گزارش شد که به دلیل گرد و غبار موجود در اتمسفر جو منطقه، استحصال انرژی خورشیدی کمتر از برآورد پیش‌بینی‌شده بوده‌است و به همین دلیل، نیاز به استفاده از جریان‌روب‌های بیشتر محسوس گردید. آینه‌های این نیروگاه از نوع سهموی خطی هستند. پرتوهای خورشید در خط کانونی آینه جمع شده و انرژی آن‌ها توسط گیرنده‌هایی به صورت لوله که روغنی مخصوص داخلشان قرار دارد جذب می‌شود. بر اثر تابش خورشید روغن گرم سپس توسط مبدل به بخار و به سوی توربین می‌رود.